# Struktura dzieła literackiego
Struktura dzieła literackiego – kluczowy termin szkoły strukturalistycznej. Definiowany jest jako sieć relacji między poszczególnymi, wzajemnie powiązanymi, elementami dzieła literackiego. Jest to całość, która określa sobą charakter swoich elementów i zarazem coś więcej niż suma tych elementów.
Elementy struktury są zawsze zarówno treściowe jak i formalne. Zmiana jednego elementu może, ale nie musi doprowadzić do zmiany struktury – zależy to od jego miejsca w hierarchii.
Cechy charakteryzujące strukturę:
- hierarchiczność
- dynamiczność
- zmienność

Jan Mukařovský, jeden z przedstawicieli czeskiego strukturalizmu, podkreślał stan ciągłego napięcia w jakim znajduje się struktura.